# Buyeo-Stadion
Das Buyeo-Stadion (kor. 부여종합운동장) ist ein Fußballstadion in der südkoreanischen Stadt Buyeo-gun, Provinz Chungcheongnam-do. Seit 2015 wird das Stadion für Fußballspiele genutzt. Zuletzt nutzte Buyeo FC das Stadion.